# Willow City
Willow City és una població dels Estats Units a l'estat de Dakota del Nord. Segons el cens del 2000 tenia 221 habitants.

## Demografia
Segons el cens del 2000, Willow City tenia 221 habitants, 100 habitatges, i 62 famílies. La densitat de població era de 189,6 hab./km².
Dels 100 habitatges en un 27% hi vivien nens de menys de 18 anys, en un 54% hi vivien parelles casades, en un 4% dones solteres, i en un 38% no eren unitats familiars. En el 35% dels habitatges hi vivien persones soles el 18% de les quals corresponia a persones de 65 anys o més que vivien soles. El nombre mitjà de persones vivint en cada habitatge era de 2,21 i el nombre mitjà de persones que vivien en cada família era de 2,9.
Per edats la població es repartia de la següent manera: un 23,1% tenia menys de 18 anys, un 5,4% entre 18 i 24, un 19,5% entre 25 i 44, un 21,7% de 45 a 60 i un 30,3% 65 anys o més.
L'edat mediana era de 46 anys. Per cada 100 dones de 18 o més anys hi havia 102,4 homes.
La renda mediana per habitatge era de 25.313 $ i la renda mediana per família de 34.688 $. Els homes tenien una renda mediana de 28.250 $ mentre que les dones 17.500 $. La renda per capita de la població era d'11.909 $. Entorn del 6,7% de les famílies i l'11,8% de la població estaven per davall del llindar de pobresa.

## Poblacions més properes
El següent diagrama mostra les poblacions més properes.